# Stenopterus flavicornis
Stenopterus flavicornis är en skalbaggsart som beskrevs av Küster 1846. Stenopterus flavicornis ingår i släktet Stenopterus och familjen långhorningar.
Artens utbredningsområde är Israel. Inga underarter finns listade i Catalogue of Life.

## Bildgalleri

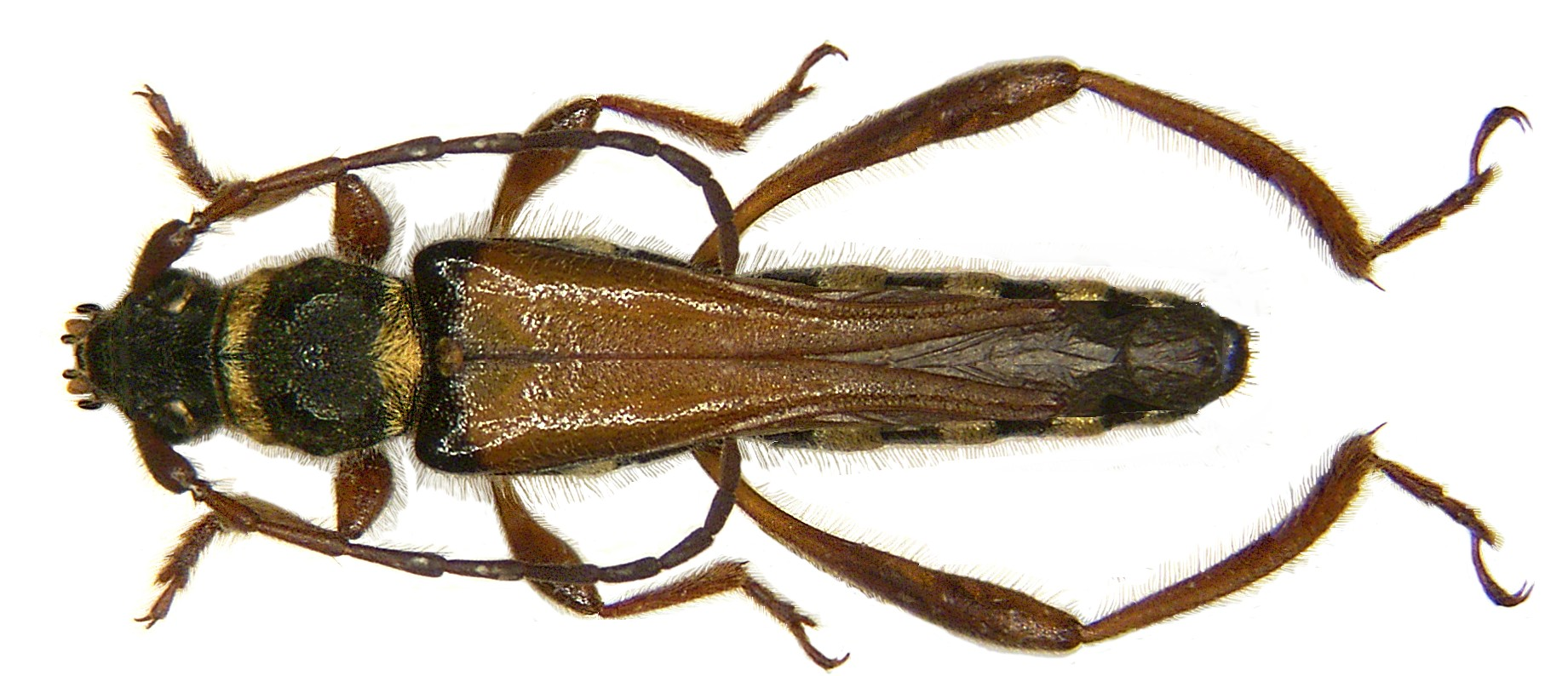